# Leonard Malik
Leonard Hubert Malik (ur. 25 października 1908 w Katowicach, zm. 10 października 1945 w Mysłowicach) – polski piłkarz niemieckiego pochodzenia występujący na pozycji napastnika, reprezentant Polski.

## Kariera klubowa
Był wychowankiem Pogoni Katowice, gdzie rozpoczął grę w piłkę nożną w wieku 15 lat. W 1929 roku otrzymał powołanie do odbycia służby wojskowej w Warszawie. W tym samym roku został zawodnikiem Polonii Warszawa. W sezonie 1930 uzyskał w jej barwach 21 ligowych goli, co jest najlepszym tego typu wynikiem w historii klubu. W 1931 roku doznał kontuzji stawu kolanowego, po której nie powrócił do pełnej sprawności. W latach 1934–1938 był grającym trenerem drugoligowego Prochu Pionki. W sezonie 1937/38 wywalczył mistrzostwo Podokręgu Radom.

## Kariera reprezentacyjna
We wrześniu 1930 roku otrzymał od selekcjonera Stefana Lotha pierwsze powołanie do reprezentacji Polski na towarzyski mecz ze Szwecją (3:0), który spędził na ławce rezerwowych. 26 października 1930 zadebiutował w drużynie narodowej w spotkaniu przeciwko Łotwie (6:0) w Warszawie, w którym zdobył bramkę i zanotował dwie asysty.

### Bramki w reprezentacji
| LP | Data                 | Miejsce                            | Przeciwnik | Bramka | Rezultat | Ranga meczu     |
| -- | -------------------- | ---------------------------------- | ---------- | ------ | -------- | --------------- |
| 1. | 26 października 1930 | Stadion Wojska Polskiego, Warszawa | Łotwa      | 3:0    | 6:0      | Mecz towarzyski |

## Życie prywatne
Z wykształcenia był kierowcą-mechanikiem. Mówił biegle w języku polskim i niemieckim. Jego kuzyn, Richard Malik grał w latach 1932–1933 w piłkarskiej reprezentacji Niemiec. W latach 1938–1939 przebywał w Miejscu Odosobnienia w Berezie Kartuskiej. Po wybuchu II wojny światowej prowadził w Pionkach kasyno dla żołnierzy Wehrmachtu. Zmarł w 1945 roku polskim obozie pracy przymusowej Ministerstwa Bezpieczeństwa Publicznego w Mysłowicach, gdzie przetrzymywano go za przyjęcie niemieckiej listy narodowościowej i rzekomą współpracę z Gestapo.